# Europaspiele 2023/Teilnehmer (Polen)
| Gelbes Symbol für Goldmedaillen mit stilisierten Olympischen Ringen | Graues Symbol für Silbermedaillen mit stilisierten Olympischen Ringen | Braundes Symbol für Bronzemedaillen mit stilisierten Olympischen Ringen |
| ------------------------------------------------------------------- | --------------------------------------------------------------------- | ----------------------------------------------------------------------- |
| 13                                                                  | 19                                                                    | 18                                                                      |

Polen nahm an den Europaspielen 2023 in Krakau teil.

## Medaillengewinner
| Name/n                                                                    | Sportart       | Wettkampf                       |
| ------------------------------------------------------------------------- | -------------- | ------------------------------- |
| Gold                                                                      |                |                                 |
| Karolina Naja Anna Puławska Adrianna Kąkol Dominika Putto                 | Kanu           | K4 500 m Frauen                 |
| Ewa Swoboda                                                               | Leichtathletik | 100 m Frauen                    |
| Pia Skrzyszowska                                                          | Leichtathletik | 100 m Hürden Frauen             |
| Wojciech Nowicki                                                          | Leichtathletik | Hammerwurf Männer               |
| Klaudia Breś                                                              | Schießen       | 10 m Luftpistole Frauen         |
| Dawid Kubacki                                                             | Skispringen    | Männer Großschanze              |
| Natalia Kałucka                                                           | Sportklettern  | Speed Frauen                    |
| Silber                                                                    |                |                                 |
| Albert Komański                                                           | Leichtathletik | 200 m Männer                    |
| Natalia Kaczmarek                                                         | Leichtathletik | 400 m Frauen                    |
| Marika Popowicz-Drapała Monika Romaszko Magdalena Stefanowicz Ewa Swoboda | Leichtathletik | 4 × 100 m Frauen                |
| Maksymilian Szwed Anna Kiełbasińska Igor Bogaczyński Natalia Kaczmarek    | Leichtathletik | 4 × 400 m Mixed                 |
| Aleksandra Mirosław                                                       | Sportklettern  | Speed Frauen                    |
| Bronze                                                                    |                |                                 |
| Adrian Bugucki Szymon Rduch Mateusz Szlachetka Przemysław Zamojski        | 3×3 Basketball | Männer                          |
| Aleksander Kitewski Norman Zezula                                         | Kanu           | C2 500 m Männer                 |
| Miłosz Sabiecki                                                           | Karate         | Kumite Männer, Klasse bis 67 kg |
| Norbert Kobielski                                                         | Leichtathletik | Hochsprung Männer               |
| Marcin Dzieński                                                           | Sportklettern  | Speed Männer                    |

## Teilnehmer nach Sportarten

### 3×3-Basketball
| Wettbewerb    | Männer                                                             | Frauen                                                       |
| ------------- | ------------------------------------------------------------------ | ------------------------------------------------------------ |
| Athleten      | Adrian Bugucki Szymon Rduch Mateusz Szlachetka Przemysław Zamojski | Julia Drop Marta Marcinkowska Aldona Morawiec Anna Pawłowska |
| Gruppenphase  | Deutschland 20:21 Estland 21:17 Serbien 20:18                      | Ukraine 16:19 Litauen 19:20 Estland 16:15                    |
| Viertelfinale | Israel 21:13                                                       | ausgeschieden                                                |
| Halbfinale    | Lettland 19:21                                                     | ausgeschieden                                                |
| Bronze/Finale | Deutschland 21:18                                                  | ausgeschieden                                                |
| Rang          | Bronze                                                             |                                                              |

### Beachsoccer

#### Männer
| Wettbewerb            | Männer |
| --------------------- | --- |
| Teilnehmer            | Daniel Baran Jakub Bistuła Grzegorz Brochocki Filip Gac Jakub Jesionowski Krystian Karolak Mateusz Kiklaisz Arkadiusz Kłopeć Maciej Marciniak Patryk Pietrasiak Michał Witkowski Witold Ziober |
| Trainer               | Tomasz Wydmuszek |
| Gruppenphase          | Aserbaidschan 7:2 Spanien 1:6 Portugal 2:6 |
| Platzierungsrunde 5–8 | Moldau 2:6 |
| Spiel um Platz 7      | Ukraine 2:3 |
| Platzierung           | 8 |

#### Frauen
| Wettbewerb      | Frauen |
| --------------- | --- |
| Teilnehmerinnen | Adriana Banaszkiewicz Paulina Bednarska Dominika Dewicka Katarzyna Gozdek Wiktoria Kaczmarek Katarzyna Nowak Kornelia Okoniewska Wiktoria Słowy Magdalena Sobal Magdalena Szpera Dagmara Suskiewicz Dagmara Świt |
| Trainer         | Mateusz Sroka |
| Gruppenphase    | Tschechien 5:1 Portugal 1:2 |
| Halbfinale      | Spanien 2:3 |
| Bronze/Finale   | Portugal 2:2 (0:3 n. N.) |
| Platzierung     | 4 |

Ersatz: Federica Dall’ara, Kamila Komisarczyk

### Leichtathletik
| Wettbewerb  | Wettbewerb | Punkte | Punkte | Punkte | Punkte | Punkte | Punkte | Punkte     | Punkte    | Punkte    | Punkte      | Punkte           | Punkte      | Punkte    | Punkte     | Punkte     | Punkte         | Punkte     | Punkte     | Punkte     | Punkte | Rang   |
| Wettbewerb  | Wettbewerb | 100 m  | 200 m  | 400 m  | 800 m  | 1500 m | 5000 m | 110 m Hü.* | 400 m Hü. | 4 × 100 m | 4 × 400 m** | 3000 m Hindernis | Kugelstoßen | Speerwurf | Hammerwurf | Diskuswurf | Stabhochsprung | Hochsprung | Dreisprung | Weitsprung | Gesamt | Rang   |
| ----------- | ---------- | ------ | ------ | ------ | ------ | ------ | ------ | ---------- | --------- | --------- | ----------- | ---------------- | ----------- | --------- | ---------- | ---------- | -------------- | ---------- | ---------- | ---------- | ------ | ------ |
| 1. Division | Männer     | 13     | 15     | 5      | 10     | 10     | 9      | 8          | 10        | 11        | 15          | 5                | 14          | 13        | 16         | 14         | 13             | 14         | 9          | 4          | 402,5  | Silber |
| 1. Division | Frauen     | 16     | 13     | 15     | 3      | 15     | 8      | 16         | 7         | 15        | 15          | 16               | 12          | 9         | 14         | 7          | 6,5            | 8          | 11         | 3          | 402,5  | Silber |

* Die Frauen traten über 100 m Hürden, statt 110 m Hürden an.
** Die 4 × 400 m waren ein Mixed-Wettkampf.

#### Einzelresultate
| Wettbewerb       | Männer                                                        | Männer       | Männer | Männer      | Frauen                                                                    | Frauen          | Frauen | Frauen      |
| Wettbewerb       | Athlet                                                        | Ergebnis     | Rang   | Rang Gesamt | Athletin                                                                  | Ergebnis        | Rang   | Rang Gesamt |
| ---------------- | ------------------------------------------------------------- | ------------ | ------ | ----------- | ------------------------------------------------------------------------- | --------------- | ------ | ----------- |
| 100 m            | Dominik Kopeć                                                 | 10,21 s      | 04     | 04          | Ewa Swoboda                                                               | 11,09 s CR      | 01     | Gold        |
| 200 m            | Albert Komański                                               | 20,50 s      | 02     | Silber      | Anna Kiełbasińska                                                         | 22,92 s SB      | 04     | 05          |
| 400 m            | Karol Zalewski                                                | 45,95 s      | 12     | 16          | Natalia Kaczmarek                                                         | 50,34 s         | 02     | Silber      |
| 800 m            | Mateusz Borkowski                                             | 1:47,18 min  | 07     | 09          | Angelika Sarna                                                            | 2:03,97 min     | 14     | 23          |
| 1500 m           | Filip Ostrowski                                               | 3:38,80 min  | 07     | 07          | Martyna Galant                                                            | 4:11,78 min     | 02     | 07          |
| 5000 m           | Mateusz Gos                                                   | 14:01,67 min | 08     | 12          | Aneta Konieczek                                                           | 15:43,35 min PB | 09     | 15          |
| 110/100 m Hürden | Krzysztof Kiljan                                              | 13,72 s      | 09     | 11          | Pia Skrzyszowska                                                          | 12,77 s EU23L   | 01     | Gold        |
| 400 m Hürden     | Krzysztof Hołub                                               | 49,97 s PB   | 07     | 12          | Julia Korzuch                                                             | 56,73 s         | 10     | 12          |
| 3000 m Hindernis | Maciej Megier                                                 | 8:45,85 min  | 12     | 13          | Alicja Konieczek                                                          | 9:38,72 min     | 01     | 05          |
| 4 × 100 m        | Mateusz Siuda Przemysław Słowikowski Łukasz Żok Dominik Kopeć | 38,94 s SB   | 06     | 06          | Marika Popowicz-Drapała Monika Romaszko Magdalena Stefanowicz Ewa Swoboda | 42,97 s SB      | 02     | Silber      |
| Kugelstoßen      | Michał Haratyk                                                | 20,89 m      | 03     | 04          | Klaudia Kardasz                                                           | 17,12 m         | 05     | 07          |
| Speerwurf        | Dawid Wegner                                                  | 81,40 m      | 04     | 06          | Marcelina Witek-Konofał                                                   | 55,19 m         | 08     | 16          |
| Hammerwurf       | Wojciech Nowicki                                              | 79,61 m      | 01     | Gold        | Malwina Kopron                                                            | 71,18 m         | 03     | 05          |
| Diskuswurf       | Robert Urbanek                                                | 61,97 m      | 03     | 08          | Daria Zabawska                                                            | 52,11 m         | 10     | 19          |
| Stabhochsprung   | Piotr Lisek                                                   | 5,80 m       | 04     | 04          | Emilia Kusy                                                               | 4,25 m PB       | =10    | =13         |
| Hochsprung       | Norbert Kobielski                                             | 2,26 m       | 03     | Bronze      | Wiktoria Miąso                                                            | 1,84 m          | 09     | 16          |
| Dreisprung       | Adrian Świderski                                              | 15,75 m      | 08     | 13          | Adrianna Laskowska                                                        | 13,67 m         | 06     | 08          |
| Weitsprung       | Mateusz Jopek                                                 | 7,37 m       | 13     | 24          | Magdalena Bokun                                                           | 6,03 m          | 14     | 24          |

| Wettbewerb | Mixed                                                                  | Mixed          | Mixed | Mixed       |
| Wettbewerb | Athleten                                                               | Ergebnis       | Rang  | Rang Gesamt |
| ---------- | ---------------------------------------------------------------------- | -------------- | ----- | ----------- |
| 4 × 400 m  | Maksymilian Szwed Anna Kiełbasińska Igor Bogaczyński Natalia Kaczmarek | 3:12,87 min SB | 02    | Silber      |

Ersatz: Maja Chamot, Paweł Fajdek, Roksana Jędraszak, Mateusz Kaczmarek, Patrycja Kapała, Julia Koralewska, Martyna Kotwiła,  Mateusz Kołodziejski, Andrzej Kuch, Szymon Masur, Małgorzata Maślak, Zuzanna Maślana, Eliza Megger, Cyprian Mrzygłód, Weronika Muszyńska, Karolina Młodawska, Magdalena Niemczyk, Jakub Olejniczak, Paulina Paluch, Michał Rozmys, Klaudia Siciarz, Aleksandra Śmiech, Izabela Smolińska, Robert Sobera, Oskar Stachnik, Adrianna Sułek, Jakub Szymański, Krzysztof Tomasiak, Adrianna Topolnicka, Patryk Wykrota, Szymon Żywko

### Skispringen
| Athleten                                               | Wettbewerb    | 1. Durchgang                                    | 1. Durchgang | 1. Durchgang | 2. Durchgang                                     | 2. Durchgang | 2. Durchgang | Gesamt | Gesamt |
| Athleten                                               | Wettbewerb    | Weite                                           | Punkte       | Rang         | Weite                                            | Punkte       | Rang         | Punkte | Rang   |
| ------------------------------------------------------ | ------------- | ----------------------------------------------- | ------------ | ------------ | ------------------------------------------------ | ------------ | ------------ | ------ | ------ |
| Frauen                                                 |               |                                                 |              |              |                                                  |              |              |        |        |
| Pola Bełtowska                                         | Normalschanze | 075,0 m                                         | 79,1         | 26           | 071,0 m                                          | 75,6         | 26           | 154,7  | 26     |
| Pola Bełtowska                                         | Großschanze   | 091,0 m                                         | 43,3         | 33           | DNQ                                              | DNQ          | DNQ          | 43,3   | 33     |
| Paulina Cieślar                                        | Normalschanze | 072,5 m                                         | 66,6         | 31           | DNQ                                              | DNQ          | DNQ          | 066,6  | 31     |
| Paulina Cieślar                                        | Großschanze   | 090,5 m                                         | 44,8         | 32           | DNQ                                              | DNQ          | DNQ          | 044,8  | 32     |
| Nicole Konderla                                        | Normalschanze | 072,0 m                                         | 67,6         | 29           | 072,0 m                                          | 71,5         | 27           | 139,1  | 29     |
| Nicole Konderla                                        | Großschanze   | 107,5 m                                         | 74,9         | 20           | 115,5 m                                          | 92,2         | 16           | 167,1  | 19     |
| Wiktoria Przybyła                                      | Normalschanze | 069,0 m                                         | 56,4         | 33           | DNQ                                              | DNQ          | DNQ          | 056,4  | 33     |
| Wiktoria Przybyła                                      | Großschanze   | 084,5 m                                         | 30,8         | 35           | DNQ                                              | DNQ          | DNQ          | 30,8   | 35     |
| Anna Twardosz                                          | Normalschanze | 076,0 m                                         | 75,4         | 27           | 084,0 m                                          | 84,7         | 22           | 160,1  | 25     |
| Anna Twardosz                                          | Großschanze   | 094,5 m                                         | 55,2         | 29           | 098,0 m                                          | 63,3         | 29           | 118,5  | 29     |
| Männer                                                 |               |                                                 |              |              |                                                  |              |              |        |        |
| Kacper Juroszek                                        | Normalschanze | 097,5 m                                         | 117,6        | 13           | 087,5 m                                          | 96,1         | 29           | 213,7  | 27     |
| Dawid Kubacki                                          | Normalschanze | 095,5 m                                         | 116,9        | 15           | 101,0 m                                          | 124,9        | 09           | 241,8  | 10     |
| Dawid Kubacki                                          | Großschanze   | 139,0 m                                         | 139,4        | 02           | 134,5 m                                          | 139,7        | 01           | 279,1  | Gold   |
| Kamil Stoch                                            | Normalschanze | 093,5 m                                         | 105,3        | 27           | 097,0 m                                          | 117,2        | 18           | 222,5  | 22     |
| Kamil Stoch                                            | Großschanze   | 127,0 m                                         | 118,4        | 22           | 122,5 m                                          | 106,9        | 29           | 225,3  | 29     |
| Paweł Wąsek                                            | Großschanze   | 130,0 m                                         | 125,1        | 12           | 127,0 m                                          | 112,1        | 23           | 237,2  | 15     |
| Aleksander Zniszczoł                                   | Normalschanze | 093,0 m                                         | 102,2        | 32           | DNQ                                              | DNQ          | DNQ          | 102,2  | 32     |
| Aleksander Zniszczoł                                   | Großschanze   | 136,0 m                                         | 132,9        | 06           | 127,5 m                                          | 115,7        | 17           | 248,6  | 10     |
| Piotr Żyła                                             | Normalschanze | 095,5 m                                         | 116,9        | 15           | 106,5 m                                          | 132,6        | 03           | 249,5  | 07     |
| Piotr Żyła                                             | Großschanze   | 136,5 m                                         | 135,8        | 04           | 130,0 m                                          | 126,4        | 08           | 262,2  | 07     |
| Mixed                                                  |               |                                                 |              |              |                                                  |              |              |        |        |
| Anna Twardosz Dawid Kubacki Nicole Konderla Piotr Żyła | Normalschanze | 087,5 m (5) 101,5 m (2) 090,0 m (8) 105,5 m (2) | 400,5        | 5            | 081,0 m (6) 096,5 m (6) 077,5 m (8) 0102,0 m (2) | 366,7        | 7            | 767,2  | 5      |